# تپه خواجه محمدی
تپه خواجه محمدی مربوط به دوران پیش از تاریخ ایران باستان - آغاز است و در شهرستان ممسنی، روستای کوپن علیا واقع شده و این اثر در تاریخ ۱۶ مهر ۱۳۷۹ با شمارهٔ ثبت ۲۷۸۴ به‌عنوان یکی از آثار ملی ایران به ثبت رسیده است.